# Gabriel Jung
Gabriel Jung (* 27. April 2001) ist ein deutscher Basketballspieler.

## Werdegang
Jung wurde in der Jugendabteilung der VfL AstroStars Bochum ausgebildet, ab 2018 spielte er zusätzlich für Phoenix Hagen in der Nachwuchs-Basketball-Bundesliga und in der Saison 2019/20 des Weiteren im Erwachsenenbereich für den Hagener Regionalligisten SV Haspe 70. 2020 fand er Aufnahme in die Bochumer Herrenmannschaft in der 2. Bundesliga ProB. Jung bestritt im Laufe des Spieljahres 2020/21 18 Spiele (1,7 Punkte im Durchschnitt) und stieg mit den Bochumern in die 2. Bundesliga ProA auf. In der zweithöchsten deutschen Spielklasse verschaffte ihm Trainer Félix Bañobre im September 2021 einen ersten Kurzeinsatz. Zur Saison 2021/22 erhielt Jung für weitere Einsätze ein Zweitspielrecht beim Regionalligisten Hertener Löwen.
Jung wechselte im Sommer 2022 zum BSV Wulfen (Regionalliga West). 2025 wurde er Mitglied des Drittligisten ETB SW Essen.